# Van Lennepbuurt

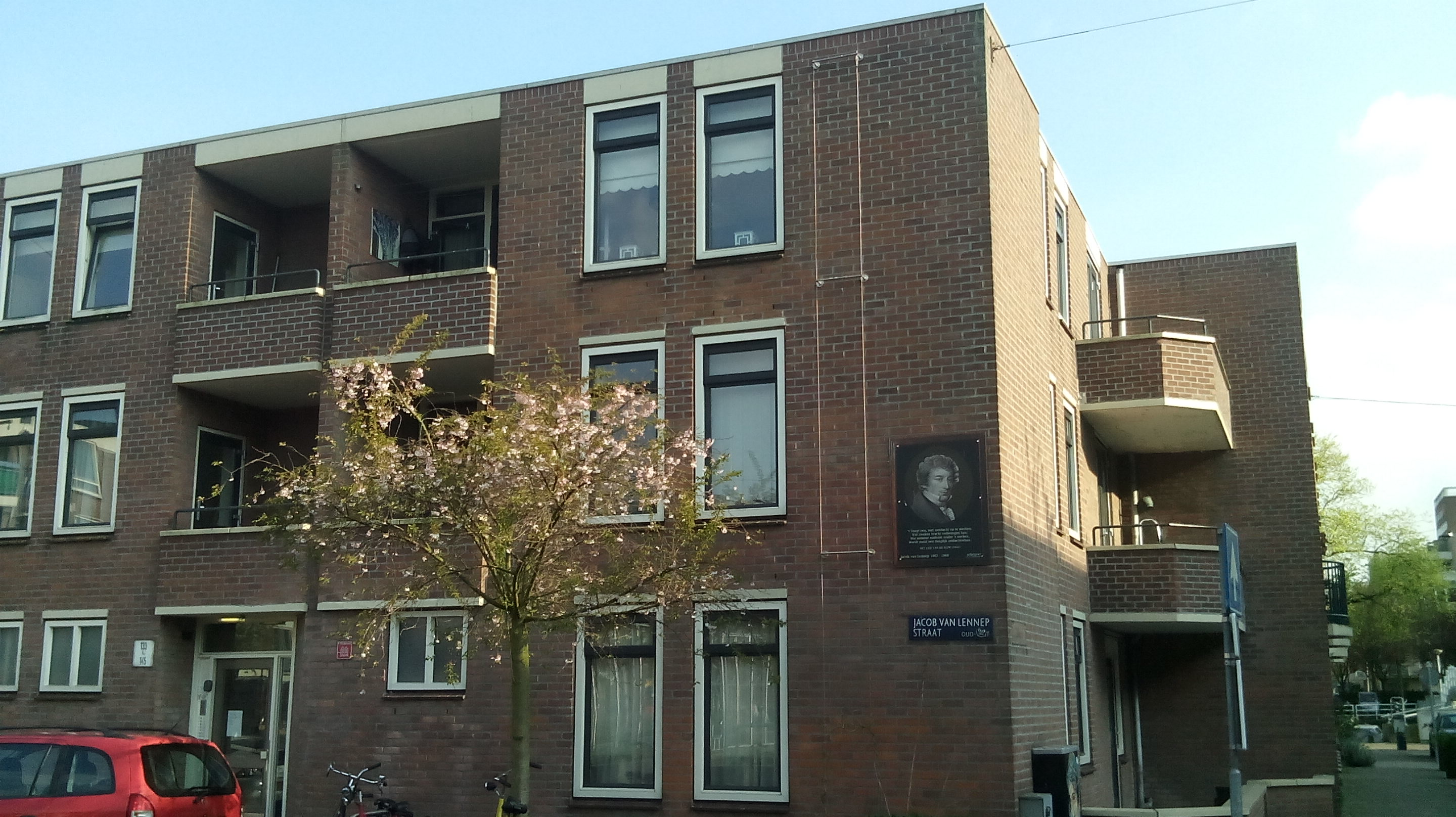
Hoek van de Jacob van Lennepstraat en Ten Katestraat met een informatiebordje met portret van Van Lennep.

De Van Lennepbuurt is een buurt in Amsterdam-West (tussen 1990 en 2010 Stadsdeel Oud-West). De buurt is vernoemd naar de Van Lennepstraat, die vernoemd is naar Jacob van Lennep (Amsterdam, 24 maart 1802 – Oosterbeek, 25 augustus 1868), een Nederlands schrijver, taalkundige en politicus.
De Van Lennepbuurt wordt begrensd door de Kinkerstraat, Singelgracht, het Jacob van Lennepkanaal en de Kostverlorenvaart.
De straten zijn genoemd naar Nederlandse schrijvers uit de 19e eeuw. Bekende straten zijn de Nicolaas Beetsstraat, Borgerstraat, Ten Katestraat en Jacob van Lennepstraat. Hiervan ligt alleen de Borgerstraat geheel in de Van Lennepbuurt.
De buurt maakte deel uit van het plan-Kalff, een uitbreidingsplan uit 1875. In december 1876 werd besloten tot de aanleg van de Jacob van Lennepstraat aan de overkant van de Singelgracht, dwars door het "landje van Mina", waar tot dan toe paarden graasden. vanwege de slechte bereikbaarheid werd er een pontje in de vaart gebracht tot in 1880 de brug naar de Kinkerstraat klaar was.